# Interbrand

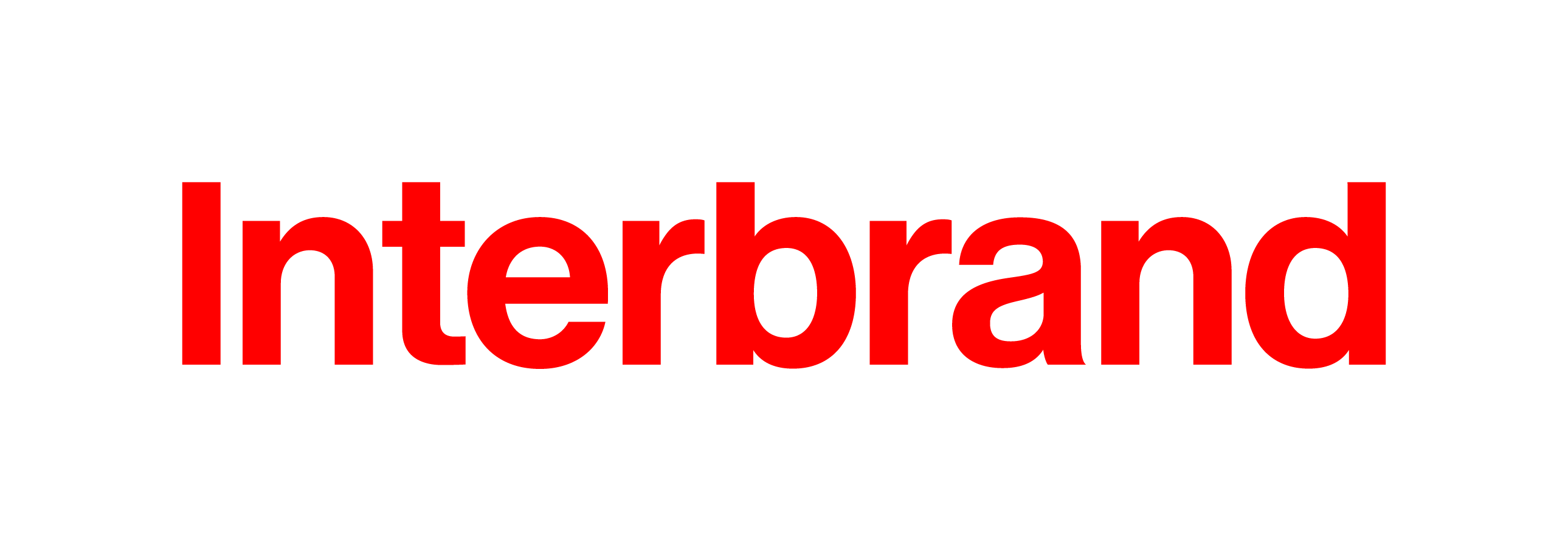
Logo

Interbrand is een Brits adviesbureau met hoofdzetel in New York. Het bedrijf werd in 1974 opgericht onder de naam Novamark en verricht merkenonderzoek en merkadvies. Daarnaast publiceert Interbrand samen met BusinessWeek, onder de noemer "Best Global Brands", de jaarlijkse lijst van meest waardevolle merken. Met ruim 21 vestigingen verspreid over 17 landen is Interbrand het grootste merkenbureau ter wereld. Interbrand maakt onderdeel uit van de beursgenoteerde Omnicom Group. In Nederland bestaat Interbrand sinds 1994 toen het de identiteit van de Rabobank heeft gecreëerd.